# El Ballestero
El Ballestero község Spanyolországban, Albacete tartományban. Lakosainak száma 413 fő (2024).

## Földrajza
El Ballestero Alcaraz, Robledo, Viveros és El Bonillo községekkel határos.

## Népesség
A település lakosságának változását az alábbi diagram mutatja:
| Lakosok száma | 570  | 528  | 507  | 481  | 473  | 459  | 427  | 405  | 413  | 413  |
|               | 2001 | 2004 | 2006 | 2009 | 2011 | 2014 | 2016 | 2019 | 2021 | 2024 |